# Foho Foelau
Der Foho Foelau (kurz: Foelau) ist ein Berg in der osttimoresischen Gemeinde Bobonaro. Er liegt im Osten des Sucos Purugua (Verwaltungsamt Cailaco), in der Aldeia Heda, und hat eine Meereshöhe von 381 m. Südöstlich verläuft der Utobato, ein Zufluss des Nunura.